# Armando Rubén Becerra Flores
Armando Rubén Becerra Flores (n. Lima, Perú, 5 de mayo de 1950) es un compositor, lutier, director musical, arreglista, afinador de pianos y multiinstrumentista. 

## Biografía
Estudió composición en el Conservatorio Nacional de Música, hoy Universidad Nacional de Música. Se licenció en sociología en la Universidad Nacional Mayor de San Marcos.
Ha presentado sus composiciones en Lima, Perú. Ha sido director musical de las agrupaciones Tiempo Nuevo y Korillacta, y actualmente dirige el coro Flórez-Flores.
Como lutier, ha confeccionado quenas, bombos, y zampoñas, y actualmente se dedica a la fabricación de marimbas y xilófonos así como a la restauración, mantenimiento y afinación de pianos.